# Georg Friederici
Carl Georg Eduard Friederici (* 28. Januar 1866 in Stettin; † 15. April 1947 in Ahrensburg) war ein deutscher Ethnologe und Kolonialhistoriker.

## Leben
Friederici war der Sohn eines Stettiner Weingroßhändlers. Nach dem Abitur am Gymnasium in Dramburg schlug er die Offizierslaufbahn in der preußischen Armee ein. 1893/94 unter Stellung à la suite nach Spanien und Nordafrika beurlaubt, war er 1894/95 Militärattaché an der deutschen Botschaft in Washington. 1900/01 nahm Friederici als Kompaniechef an der Niederschlagung des Boxeraufstandes in China teil. Im September 1903 verließ er die Armee als Hauptmann.
Danach studierte Friederici Geschichte, Geographie und Völkerkunde an der Universität Tübingen, der Universität Göttingen und der Universität Leipzig, wo er zum Dr. phil. promoviert wurde.
1908/1909 nahm Friederici an der Expedition der Landeskundlichen Kommission des Reichskolonialamtes unter der Leitung von Karl Sapper zur geographischen Erforschung der Inseln des nördlichen Bismarck-Archipels teil. 1909 wurde er Leiter der Natuna-Expedition. Im Auftrag des Reichskolonialamtes erforschte er mit dem Expeditionsdampfschiff Natuna Deutsch-Neuguinea, den Bismarckarchipel sowie die englischen und französischen Kolonien in der Südsee. Im Anschluss daran unternahm er 1909/10 eine weitere Forschungsreise in Deutsch- und Niederländisch-Neuguinea.
Er trat bei Kriegsausbruch 1914 wieder in den Heeresdienst ein, wo er als Bataillonskommandeur im Landwehrinfanterieregiment Nr. 40 diente. 1921 musste er seine Wahlheimat Dorlisheim im Elsass verlassen und siedelte nach Ahrensburg über, wo er bis zu seinem Tode wissenschaftlich tätig war. Ab 1927 war er Mitglied der Göttinger Akademie der Wissenschaften. 1933 wurde er als korrespondierendes Mitglied in die Bayerische Akademie der Wissenschaften aufgenommen. Im Jahr 1943 wurde er zum Mitglied der Leopoldina gewählt. Die Universität Amsterdam verlieh ihm 1932 die Ehrendoktorwürde. 1935 wurde er mit der Silbernen Leibniz-Medaille ausgezeichnet, 1941 mit der Goethe-Medaille für Kunst und Wissenschaft. 

## Schriften (Auswahl)
- Indianer und Anglo-Amerikaner Braunschweig 1900. (eine Studie über Eingeborenenbehandlung)
- Berittene Infanterie in China. Berlin 1904.
- Skalpieren und ähnliche Kriegsgebräuche in Amerika. Druck und Verlag von Friedrich Vieweg und Sohn, Braunschweig 1906, urn:nbn:de:bsz:14-db-id18508081393.
- Die Schiffahrt der Indianer. Stuttgart 1907. (Digitalisat im Internet Archive)
- Der Tränengruss der Indianer. Leipzig 1907. (Digitalisat im Internet Archive)
- Die Amazonen Amerikas. Leipzig 1910. (Digitalisat im Internet Archive)
- Ein Beitrag zur Kenntnis der Tuamotu-Inseln. Leipzig 1911.
- Beiträge zur Völker- und Sprachenkunde von Deutsch-Neuguinea. Berlin 1912, Erg.-Heft 5, Mitteilungen aus den Schutzgebieten.
- Untersuchungen über eine melanesische Wanderstraße. Berlin 1913, Erg.-Heft 7, Mitteilungen aus den Schutzgebieten.
- Ein Beitrag zur Kenntnis der Trutzwaffen der Indonesier, Südseevölker und Indianer. Teubner, Leipzig und Berlin 1915.
- Hilfswörterbuch für den Amerikanisten. M. Niemeyer, Halle 1926.
- Der Charakter der Entdeckung und Eroberung Amerikas durch die Europäer. Allgemeine Staatengeschichte, 2. Abteilung: Geschichte der außereuropäischen Staaten. Perthes, Stuttgart 1925–1936 (3 Bände).
- Amerikanistisches Wörterbuch und Hilfswörterbuch für den Amerikanisten. 2. Auflage. 1960. (Teilansicht in der Google-Buchsuche)